# Elon (Carolina do Norte)
Elon é uma cidade  localizada no estado norte-americano de Carolina do Norte, no Condado de Alamance.

## Demografia
Segundo o censo norte-americano de 2000, a sua população era de 6738 habitantes.

## Geografia
De acordo com o United States Census Bureau tem uma área de
8,8 km², dos quais 8,8 km² cobertos por terra e 0,0 km² cobertos por água.

## Localidades na vizinhança
O diagrama seguinte representa as localidades num raio de 8 km ao redor de Elon.